# Benimaclet (metropolitana di Valencia)
Benimaclet è una stazione della metropolitana di Valencia, che serve le linee 3, 4, 6 e 9.
La stazione è stata inaugurata nel 1994 per servire le linee 4 e 6. Nel 1995, invece, viene inaugurata la stazione sotterranea della linea 3. Nel 2015, invece, viene inaugurata la stazione sotterranea della linea 9.